# حضارة التلال الجنائزية
حضارة التلال الجنائزية (بالألمانية: Hügelgräberkultur) سادت أوروبا الوسطى خلال العصر البرونزي الوسيط (حوالي 1600 ق. م حتى 1200 ق.م).